# Église Saint-Sauveur de La Souche
Pour les articles homonymes, voir Église Saint-Sauveur.
L'église Saint-Sauveur est une église fondée au milieu du XIVe siècle et située sur la commune de La Souche, Ardèche, au sein du canton ardéchois de Thueyts. Elle a été depuis entièrement reconstruite à la fin du XIXe siècle.

## Situation
L'église Saint-Sauveur se situe sur la commune de La Souche, dans le département de l'Ardèche et la région Rhône-Alpes. Elle appartient plus précisément au hameau de la Souche, non loin des lieux-dits Vissac et Charay. L'église se situe très en hauteur par rapport au cours du Lignon, ce qui la préservée de ses crues au cours des siècles. On y accède par une rue perpendiculaire à la route départementale D 19.

## Historique

### Origines
La paroisse de La Souche fut depuis sa création, au milieu du XIIe siècle, et pendant deux siècles une simple annexe de la paroisse du village voisin de Jaujac, en aval de la vallée du Lignon. Ce n'est qu'au milieu du XIVe siècle, date à laquelle la commune de La Souche fut séparée de celle de Jaujac, que débuta la construction d'un lieu de culte catholique pour la localité naissante.

### Construction
L'église fut construite au milieu du XIVe siècle et fut dédiée à saint Sylvestre et saint Sauveur, des actes de 1391 et 1426 attestent de ces patronages. L’église communale, devenue trop petite devant la croissance de population, fut agrandie en 1504. Dès lors, l'édifice a connu de nombreuses rénovations par la suite, avec la construction de nombreuses chapelles, notamment après les travaux de 1715. L'édifice traversa sans incident notable la Révolution, les objets et livres anciens provenant des collections étant notamment mis en sécurité. Devant les lourdes charges d'entretien des nombreuses chapelles, l'ecclésiastique de La Souche de 1862 à 1882, l’abbé Deydier, décida de détruite entièrement l’église, puis de la reconstruire sur le même emplacement.

### La reconstruction de 1870
Après quatre années de travaux, le 20 mai 1870, l'église actuelle, portant le nom d'église Saint-Sauveur de La Souche, fut consacrée. Elle possède dès lors un nouveau clocher qui contient trois cloches et affiche une hauteur de 43 mètres. Lors de la crue du Lignon en septembre 1890, et alors que l'école et la mairie de La Souche furent complètement détruites par les flots, l'église ne connut aucun dommage important, grâce à sa situation en hauteur.
Pour son centenaire, l'église a connu une lourde restauration, avec l'aide budgétaire de la municipalité, conformément à la loi de 1905 qui lui autorisa cette aide, l'église ayant été bâtie avant la séparation de l’Église et de l’État. Les travaux concernèrent surtout la toiture (1968-1970) puis quelques années plus tard le clocher. Le 18 juillet 1970, monseigneur Hermil, alors évêque de Viviers, présida une cérémonie religieuse pour le centenaire de la construction.

## Architecture et mobilier

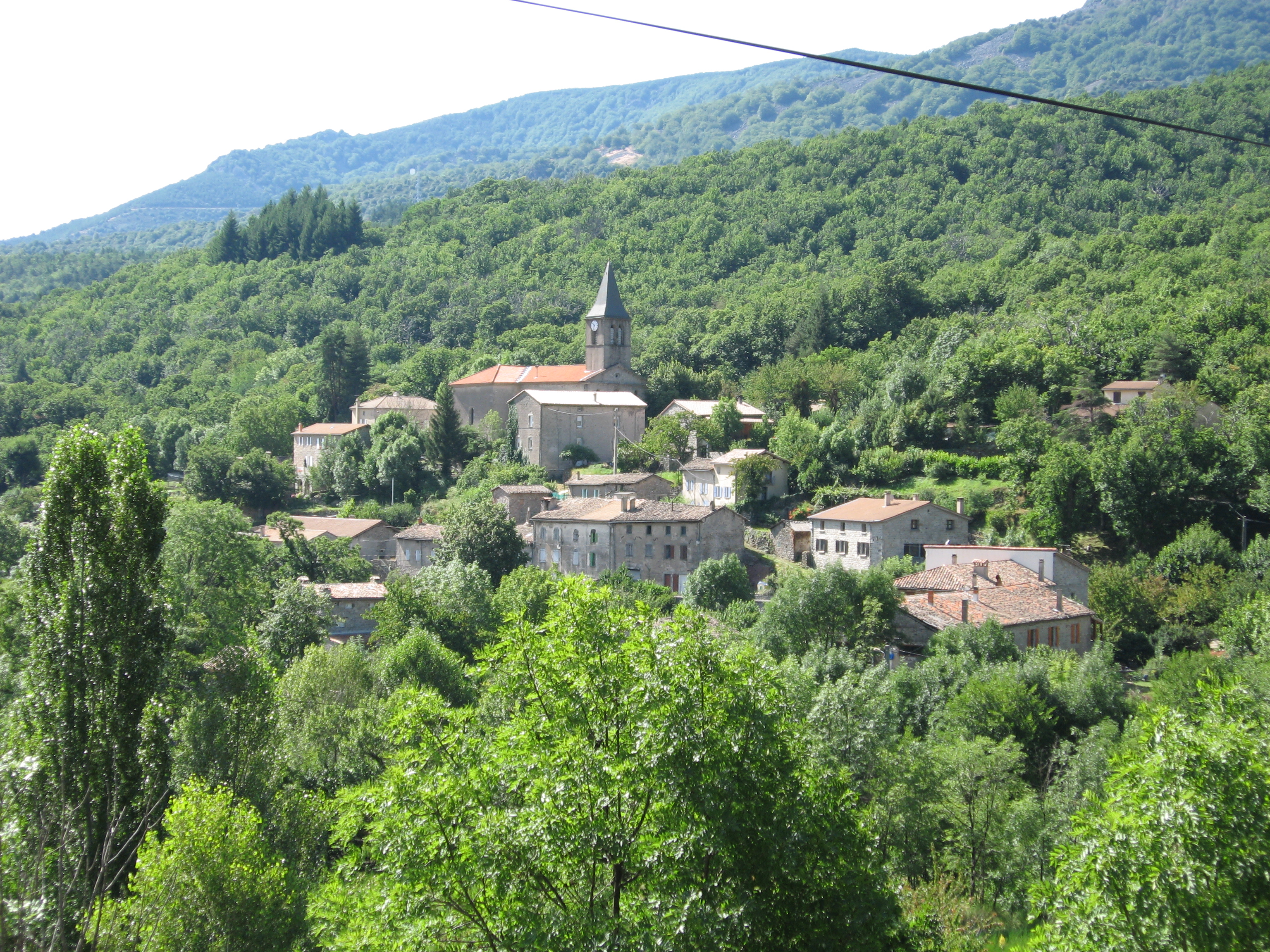
Vue sur l'église Saint-Sauveur et le hameau de la Souche.

À l’intérieur de l’église, on trouve la présence de trois autels, ainsi qu'un grand christ sculpté en bois. Derrière l’autel principal, sur la voûte du chœur, existe une peinture de grande taille où Jésus-Christ est représenté de manière majestueuse et avec une carrure imposante.

## Culte
L'église Saint-Sauveur est rattachée au diocèse de Viviers, dont l'évêque est Jean-Louis Balsa, et à la paroisse « Bienheureuse-Marie-Rivier en Val d'Ardèche », dont le lieu centre est Lalevade d'Ardèche. L'église accueille une messe mensuelle, le deuxième dimanche de chaque mois à 10 h 30.